# Evelyn Stevens
Evelyn Stevens (Claremont, 9 mei 1983) is een voormalig wielrenner uit de Verenigde Staten. Ze won de Waalse Pijl, de Giro del Trentino en de eindklassementen van de Holland Ladies Tour, Thüringen Rundfahrt, Route de France en Gracia Orlová. Stevens was van 2016 tot 2018 houder van het werelduurrecord en is in de tijdrit en ploegentijdrit meervoudig Amerikaans, Pan-Amerikaans en wereldkampioene.

## Biografie
Na haar studie in 2005 werkte Stevens vier jaar op Wall Street, waarvan de eerste twee jaar bij Lehman Brothers. In 2009 werd ze fulltime prof.
Van 2010 tot 2014 kwam ze uit voor de vrouwenploeg van HTC-Columbia en de opvolger hiervan, Specialized-lululemon. Met deze ploeg won ze vanaf de herinvoering in 2012 driemaal op rij het WK ploegentijdrit. In 2015 en 2016 reed Stevens bij de Nederlandse ploeg Boels Dolmans. Ook met deze ploeg won ze het WK ploegentijdrit 2016. Na dit WK beëidigde ze haar carrière, maakte ze al in augustus van dat jaar bekend.
Stevens won tweemaal goud, tweemaal zilver en eenmaal brons tijdens het Amerikaans kampioenschap tijdrijden. Op het WK individuele tijdrit werd ze tweede, derde en vierde in resp. 2012, 2014 en 2013.
Stevens kwam uit voor de Verenigde Staten bij de wegwedstrijd tijdens de Olympische Zomerspelen 2012 in Londen. Hier finishte ze als 24e. Ook in 2016 maakte zij deel uit van de Amerikaanse selectie voor de Olympische Spelen in Rio de Janeiro; ze werd resp. 10e en 12e in de tijd- en wegrit.
Van 27 februari 2016 tot 13 september 2018 was zij houder van het werelduurrecord; Stevens legde in Colorado Springs 47,980 km af. Ze verbrak het één maand oude record van de Australische Bridie O'Donnell met ruim één kilometer. Ze werd opgevolgd door Vittoria Bussi die 27 meter verder kwam.

## Erelijst
2009

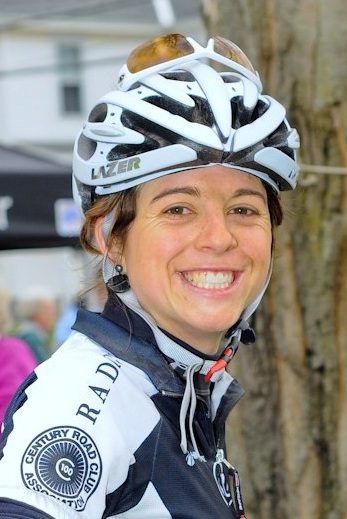
Evelyn Stevens in 2009

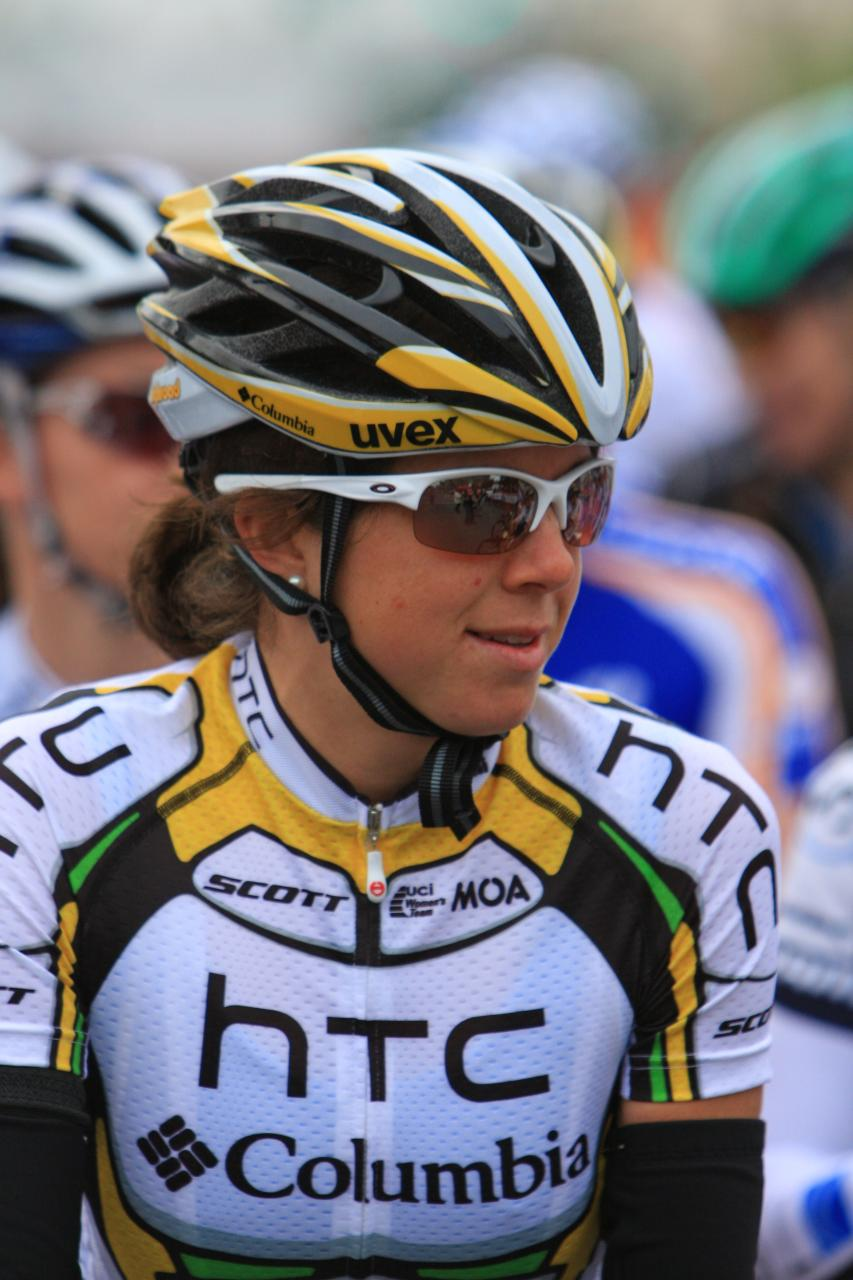
Evelyn Stevens in 2010

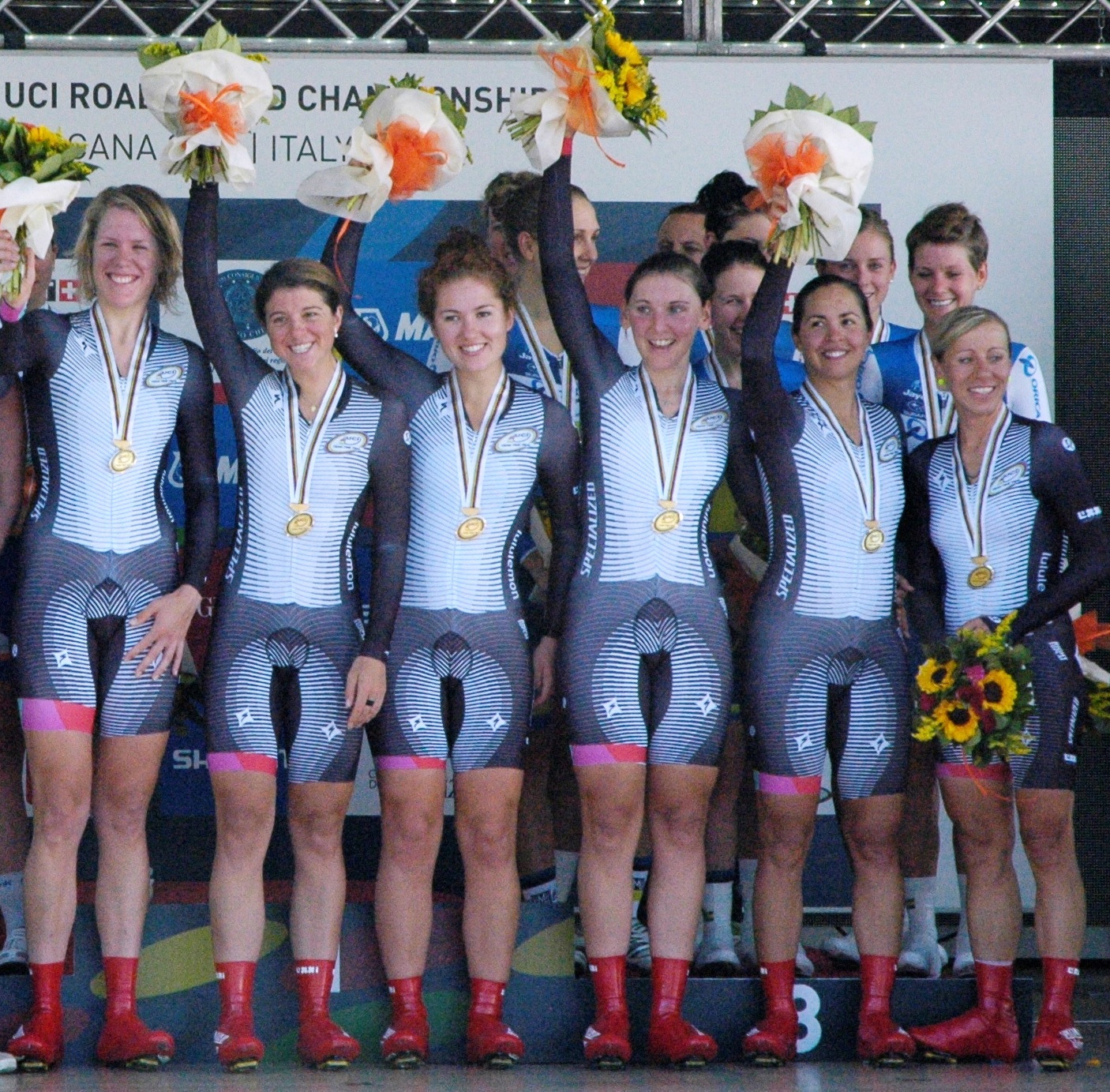
Winnaars WK Ploegentijdrit 2013

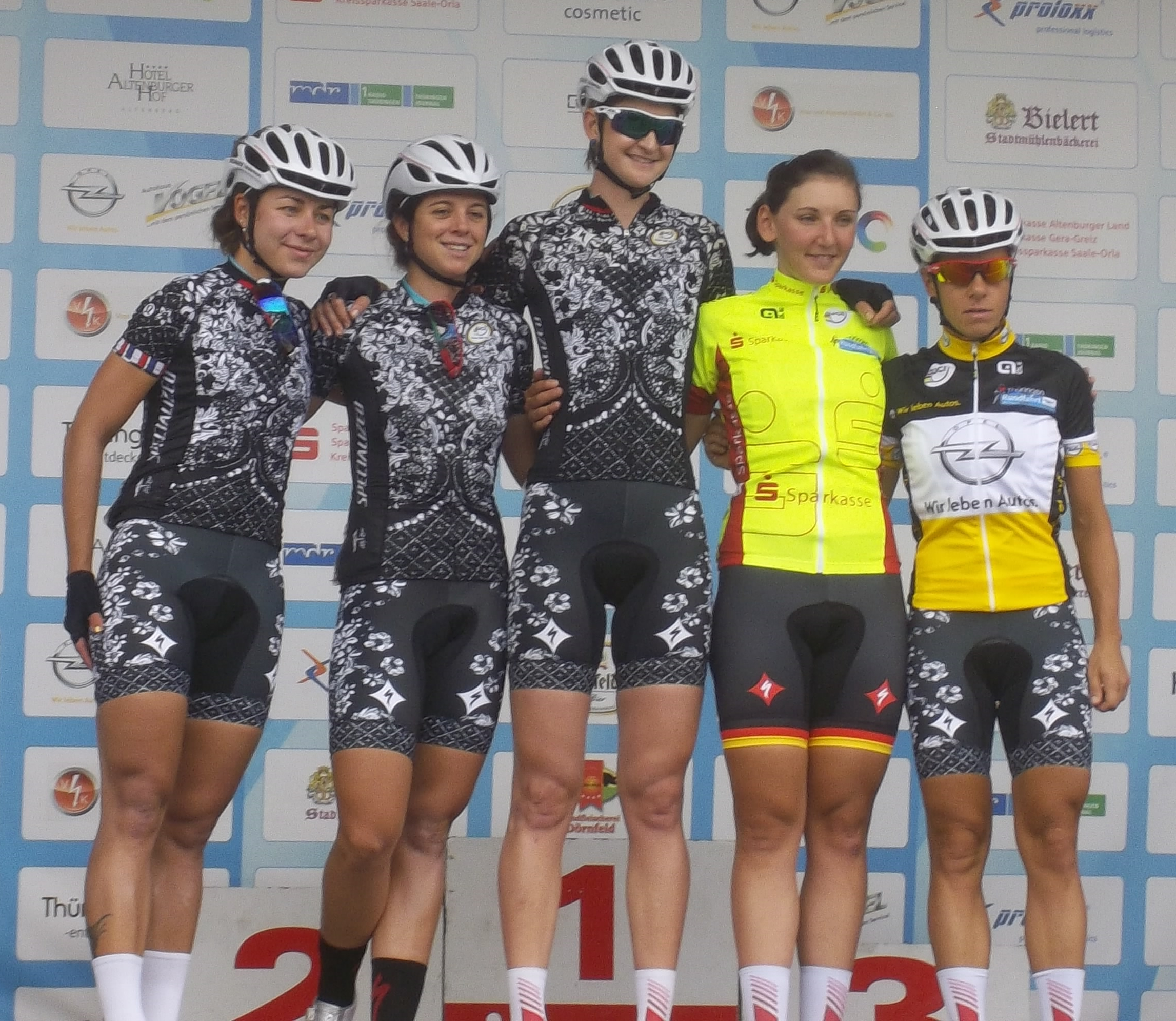
Stevens met haar ploeg in 2014

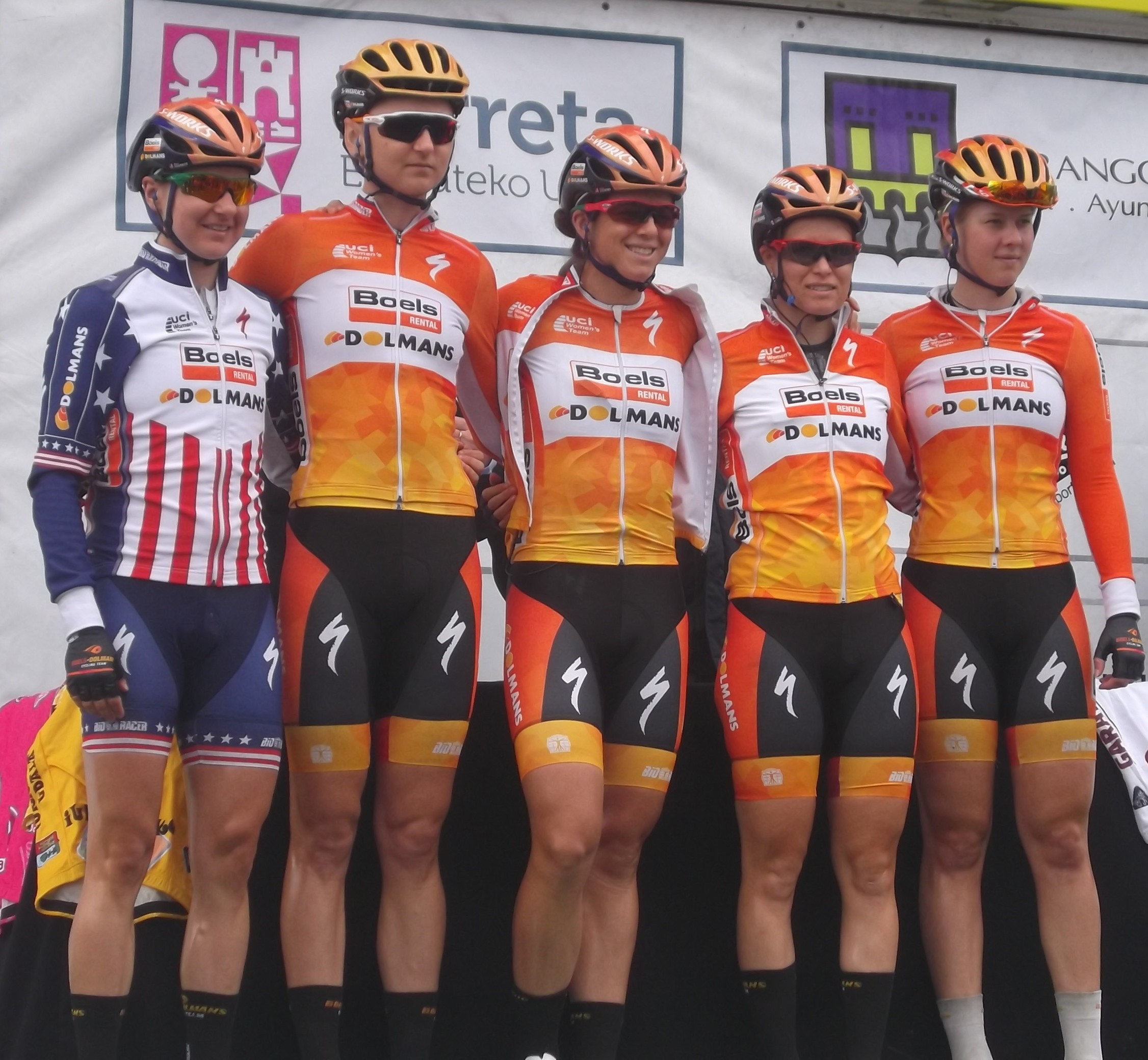
Stevens met haar ploeg in 2016

 Amerikaans kampioenschap tijdrijden
 Eindklassement Cascade Cycling Classic
4e etappe Route de France Féminine
2e in Eindklassement Route de France Féminine
2010
 Amerikaans kampioen tijdrijden
La visite Chrono Gatineau
7e etappe Giro d'Italia Donne
3e etappe Redlands Bicycle Classic
3e in Proloog Redlands Bicycle Classic
1e etappe (TTT) Giro della Toscana Femminile
(met Ina-Yoko Teutenberg, Emilia Fahlin, Judith Arndt, Adrie Visser, Linda Villumsen, Noemi Cantele en Luise Keller)
3e in 3e etappe Giro della Toscana Femminile
3e in Eindklassement San Dimas Stage Race
2e in 1e etappe San Dimas Stage Race
5e in Waalse Pijl
2e in GP Mameranus
3e in 4e etappe Tour de l'Aude Cycliste Féminin
5e in GP Ouest France
2011
 Amerikaans kampioen tijdrijden
 Pan-Amerikaans kampioenschap tijdrijden
2e etappe (TTT) Trophée d'Or Féminin
(met Judith Arndt, Charlotte Becker, Chloe Hosking, Ina-Yoko Teutenberg en Adrie Visser)
4e etappe Tour de l'Ardèche
2e in GP Ouest France
2012
 Wereldkampioenen ploegentijdrit
(met Trixi Worrack, Ellen van Dijk, Ina-Yoko Teutenberg, Amber Neben en Charlotte Becker)
 Wereldkampioenschap tijdrijden
 Amerikaans kampioenschap tijdrijden
Waalse Pijl
Open de Suède Vårgårda (TTT)
(met Trixi Worrack, Ellen van Dijk, Ina-Yoko Teutenberg, Amber Neben en Charlotte Becker)
 Eindklassement Tour of New Zealand
2e in 1e etappe Tour of New Zealand
3e in 4e etappe Tour of New Zealand
4e in 5e etappe Tour of New Zealand
4e etappe deel b (TTT) Energiewacht Tour
met (Ina-Yoko Teutenberg, Ellen van Dijk, Trixi Worrack, Emilia Fahlin en Clara Hughes)
 Eindklassement Gracia Orlova
1e etappe Gracia Orlova
2e in 2e etappe Gracia Orlova
3e in 3e etappe Gracia Orlova
2e in La visite Chrono Gatineau
5e in Proloog The Exergy Tour
3e in Eindklassement Giro d'Italia Donne
5e in 2e etappe Giro d'Italia Donne
3e etappe Giro d'Italia Donne
4e in 4e etappe Giro d'Italia Donne
4e in 7e etappe Giro d'Italia Donne
3e in 8e etappe Giro d'Italia Donne
 Eindklassement Route de France Féminine
2e in 1e etappe Route de France Féminine
7e etappe Route de France Féminine
9e etappe Route de France Féminine
5e in GP Ouest France
2e in Eindklassement Holland Ladies Tour
2e etappe (TTT) Holland Ladies Tour
(met Trixi Worrack, Ellen van Dijk, Ina-Yoko Teutenberg en Charlotte Becker)
2e in 6e etappe Holland Ladies Tour
3e in Eindklassement Wereldbeker
2013
 Wereldkampioenen ploegentijdrit
(met Trixi Worrack, Ellen van Dijk, Carmen Small, Katie Colclough en Lisa Brennauer)
4e in Wereldkampioenschap tijdrijden
5e in Wereldkampioenschap op de weg
Tijdrit Tour of California
Philadelphia Cycling Classic
Giro del Trentino Alto Adige-Südtirol
Merco Cycling Classic
2e in Gracia Orlova
1e etappe Gracia Orlova
2014
 Pan-Amerikaans kampioen tijdrijden
 Wereldkampioenen ploegentijdrit
 Wereldkampioenschap tijdrijden
Philadelphia Cycling Classic
 Holland Ladies Tour
 Thüringen Rundfahrt
4e etappe Thüringen Rundfahrt
2e in 3e etappe (TTT) Thüringen Rundfahrt
3e in 1e etappe Thüringen Rundfahrt
2015
 Wereldkampioenen ploegentijdrit
(met Ellen van Dijk, Chantal Blaak, Elizabeth Armitstead, Christine Majerus en Katarzyna Pawlowska)
 Bergklassement Ladies Tour of Norway
3e in Open de Suède Vårgårda (TTT)
(met Chantal Blaak, Elizabeth Armitstead en Christine Majerus)
3e in eindklassement Tour of New Zealand
1e etappe (TTT)
Tijdrit Tour of California
2016
 Werelduurrecord: 47,980 km
(27 februari, Colorado Springs)
 Wereldkampioenen ploegentijdrit
2e, 6e en 7e etappe Giro Rosa
2e in eindklassement Giro Rosa
Open de Suède Vårgårda (TTT)
(met Elizabeth Armitstead, Chantal Blaak, Karol-Ann Canuel, Ellen van Dijk, en Katarzyna Pawlowska)
2e in Waalse Pijl
3e in eindklassement Tour of California

### Kampioenschappen en Giro
| Wedstrijd                      | 2009   | 2010 | 2011 | 2012   | 2013 | 2014  | 2015 | 2016 |
| ------------------------------ | ------ | ---- | ---- | ------ | ---- | ----- | ---- | ---- |
| Amerikaans kampioen tijdrijden | Zilver | Goud | Goud | Zilver | 4ª   | Brons | 5ª   | 6ª   |
| Giro d'Italia Donne            | -      | 15ª  | 41ª  | ↑      | 5ª   | 15ª   | 9ª   | ↑    |
| WK op de weg                   | 15ª    | 21ª  | 72ª  | 16ª    | 5ª   | 12ª   | 24ª  | -    |
| WK tijdrijden                  | -      | 6ª   | 15ª  | ↑      | 4ª   | ↑     | 6ª   | -    |
| WK ploegentijdrit              |        |      |      | ↑      | ↑    | ↑     | ↑    | ↑    |
| Olympische Spelen (wegrit)     |        |      |      | 24ª    |      |       |      | 12ª  |
| Olympische Spelen (tijdrit)    |        |      |      | -      |      |       |      | 10ª  |

## Ploegen
- 2010 — Team HTC-Columbia Women (Duitsland)
- 2011 — HTC-Highroad Women (Verenigde Staten)
- 2012 — Team Specialized - Lululemon (Duitsland)
- 2013 — Team Specialized - Lululemon (Duitsland)
- 2014 — Team Specialized - Lululemon (Duitsland)
- 2015 — Boels Dolmans Cycling Team (Nederland)
- 2016 — Boels Dolmans Cycling Team (Nederland)